# 小懶猴
小懶猴（學名Nycticebus pygmaeus），別名倭蜂猴，是一種體型很小的懶猴，生活在中國、越南、老撾、柬埔寨等國的熱帶和亞熱帶乾燥闊葉林中。目前全世界野生小懶猴大約有72,000隻，圈養的有183隻。
成年的小懶猴體長18-21釐米，幾乎沒有尾巴，體重大約450克。
小懶猴是一種夜行動物，樹栖性，以果實、昆蟲、小型哺乳動物、蝸牛等為食。
孕期190天，每胎1-2仔。斷奶期為9個月，雌性成熟期與此相當，雄性成熟期則為17-20個月。